# Уокер, Джеймс Александр (художник)
Джеймс Александр Уокер (англ. James Alexander Walker; 1831[…], Калькутта — 25 декабря 1898, Париж) — английский художник-баталист, большую часть жизни работавший во Франции.

## Биография
Будущий художник родился в Калькутте, Британская Индия. Его отец был англичанином и полным тёзкой сына, а мать — француженкой. Молодым человеком он впервые приехал в Париж, где поступил в Высшую школу изящных искусств. Там он обучался у Франсуа Эдуара Пико — известного педагога и художника-баталиста. Его друзьями на всю жизнь стали другие ученики Пико, художники-баталисты Альфонс де Невиль, Жан-Жорж Вибер и Этьен-Проспер Берн-Белькур. Уокер женился на француженке, как отец, и остался в Париже. Он писал картины на батальные темы, а также картины на сюжеты о дальних странах. Свои картины он выставлял на Парижском салоне, где в 1887 году получил награду.
Скончался в Париже.

## Галерея

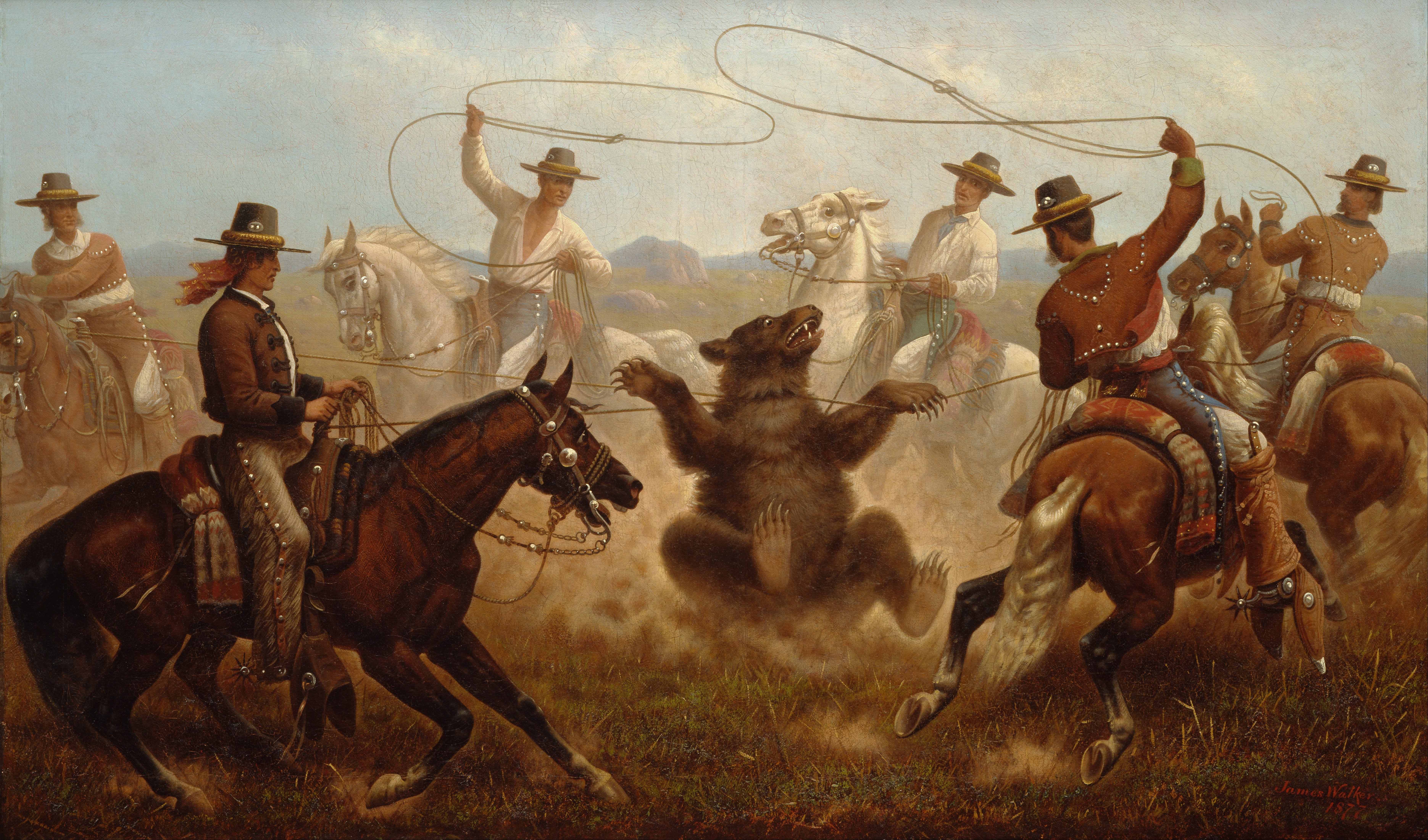
Ковбои охотятся на медведя. Денверский художественный музей, Денвер, Колорадо, США.
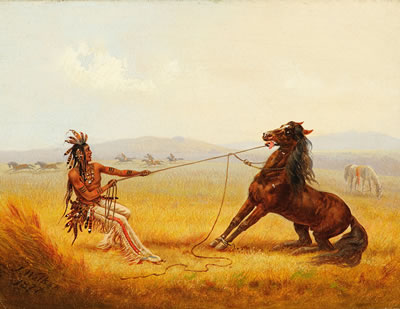
Индеец — укротитель мустангов.
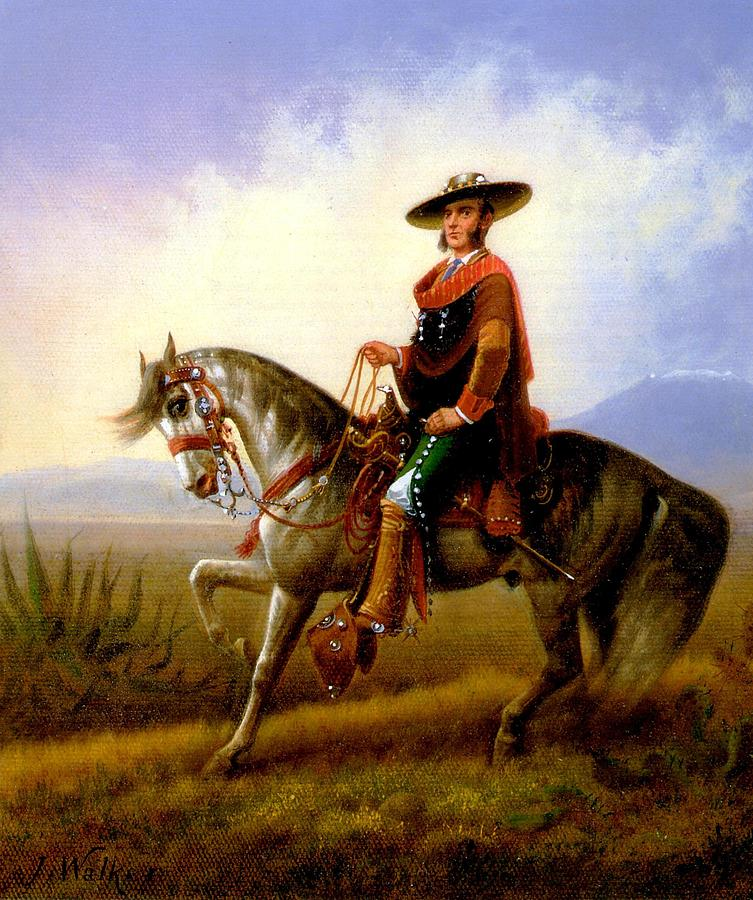
Вакейро
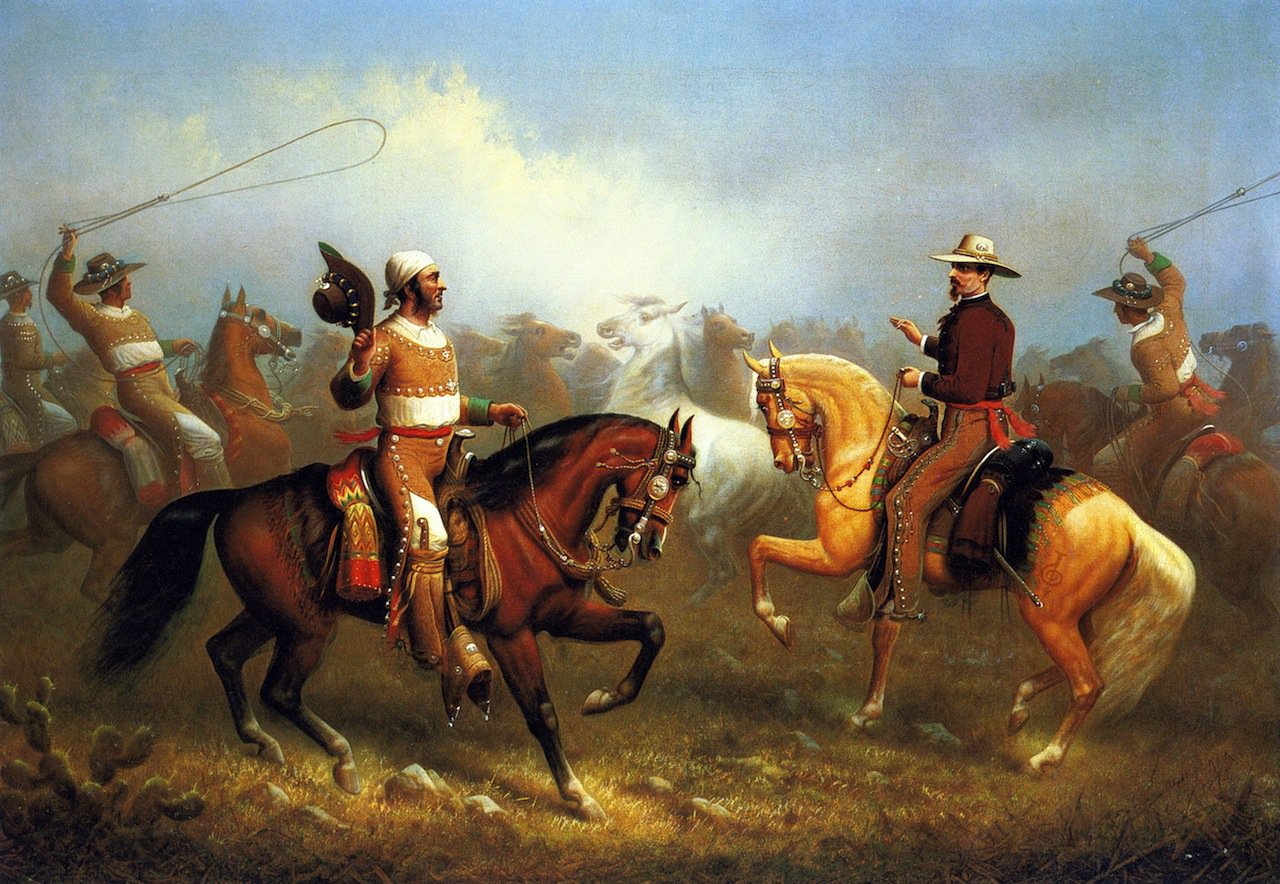
Укрощение диких лошадей.
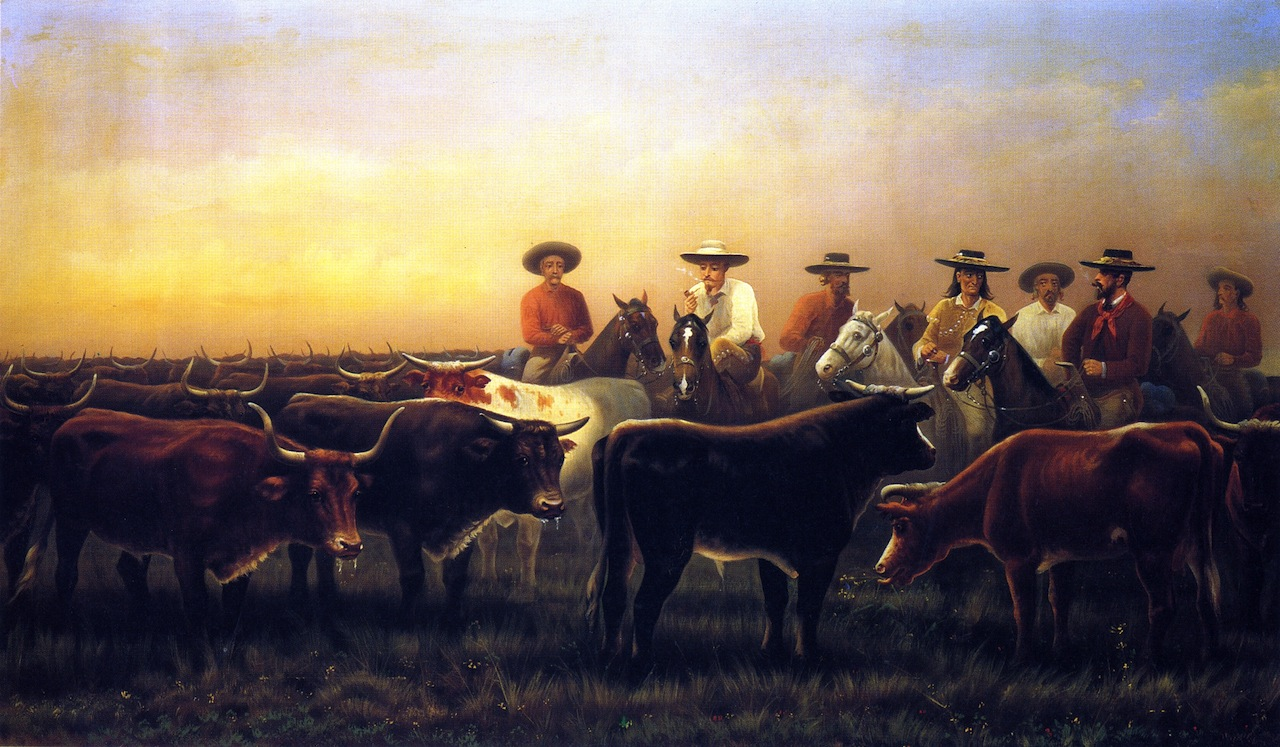
Конные пастухи.
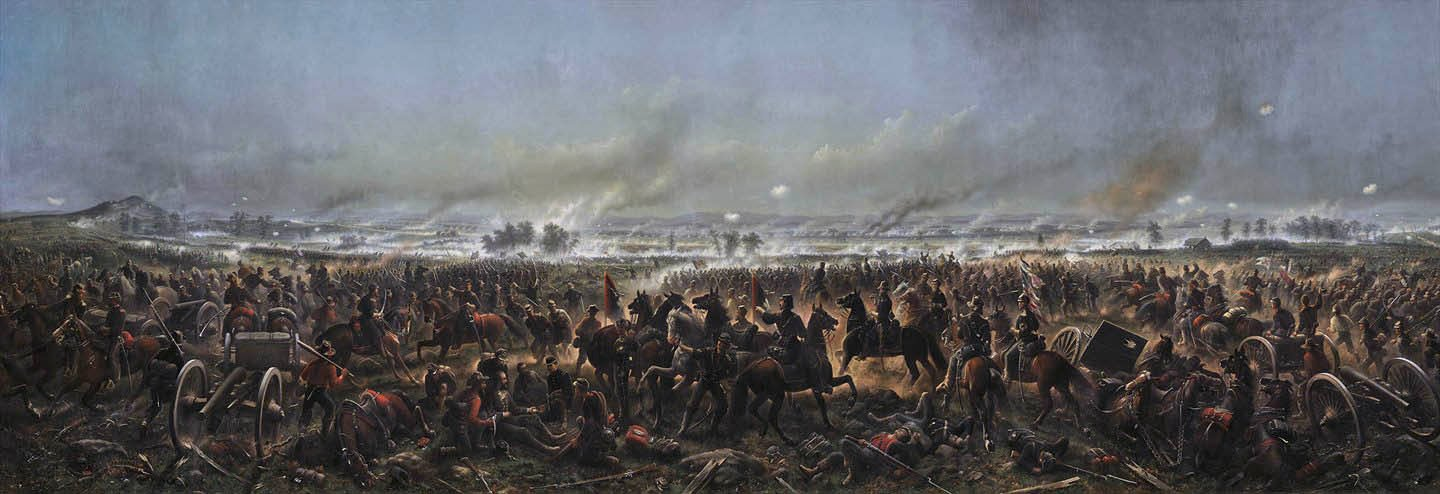
Битва при Геттисберге во время войны Севера и Юга.
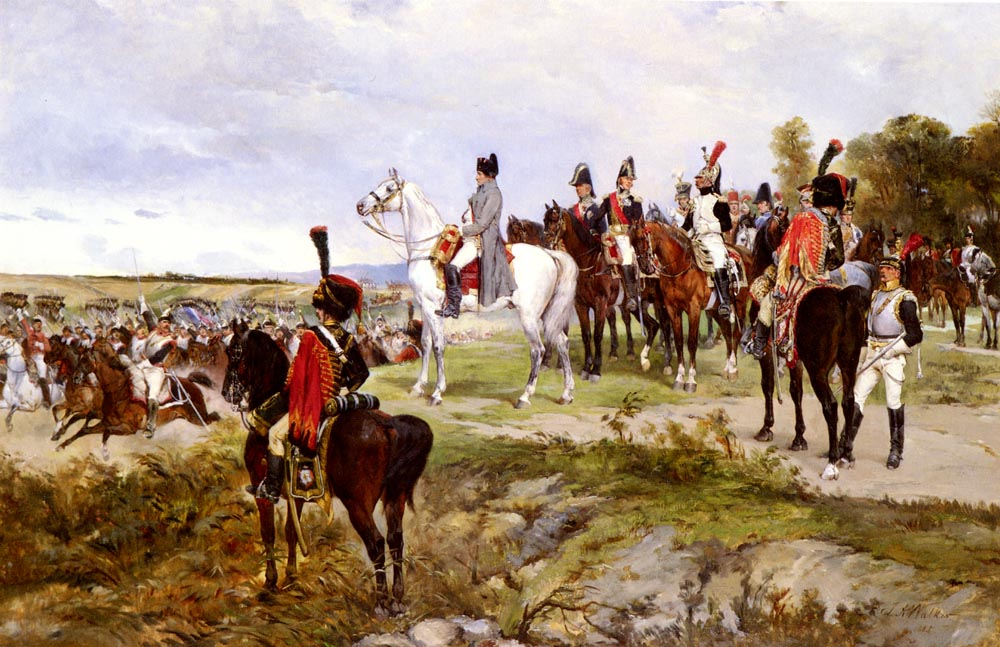
Наполеон при Фридланде
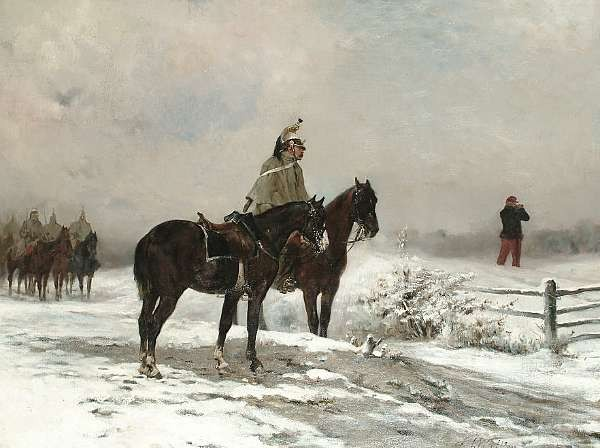
Франко-Прусская война. Офицер на разведке.
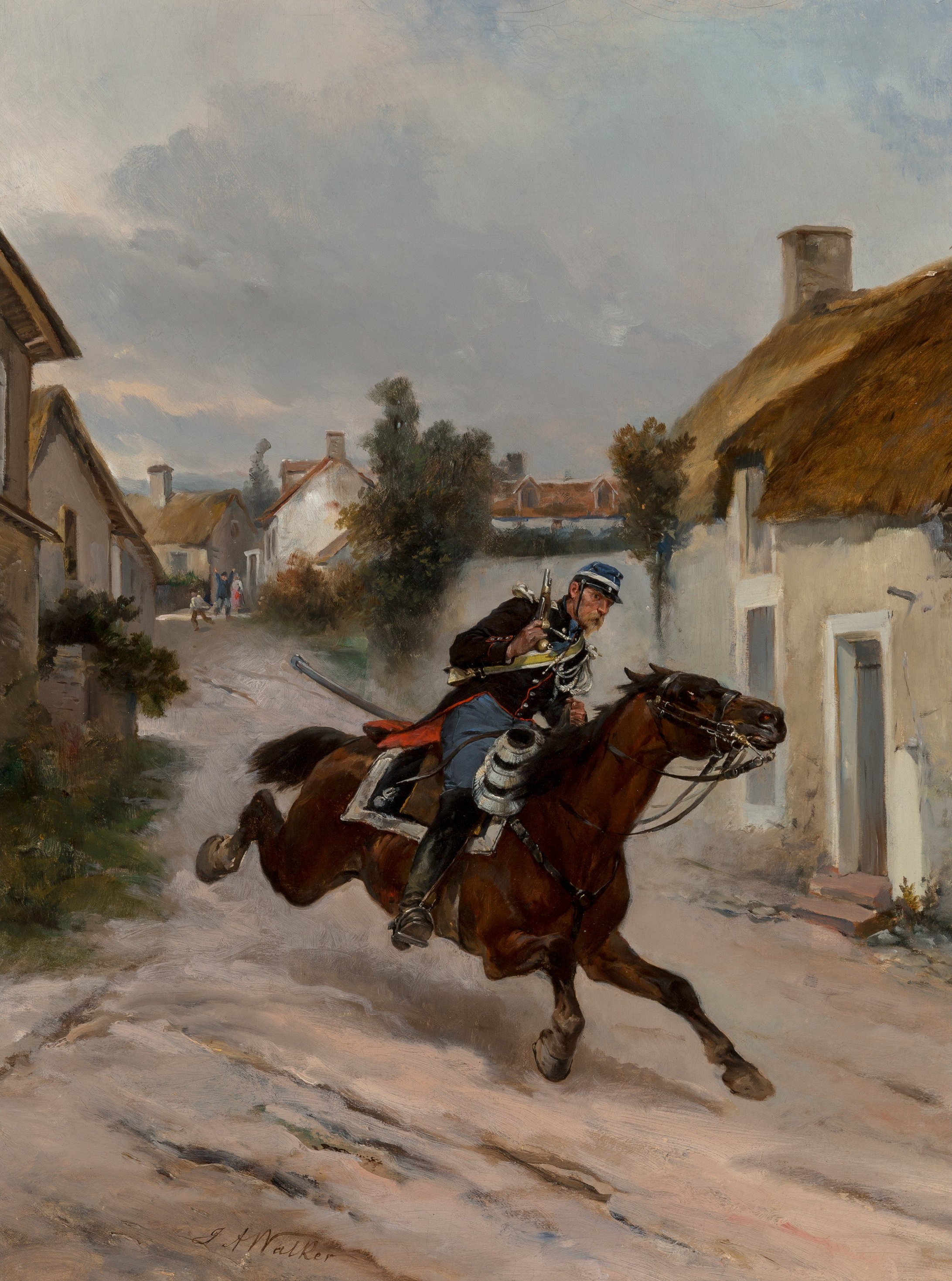
Солдат, скачущий через город.
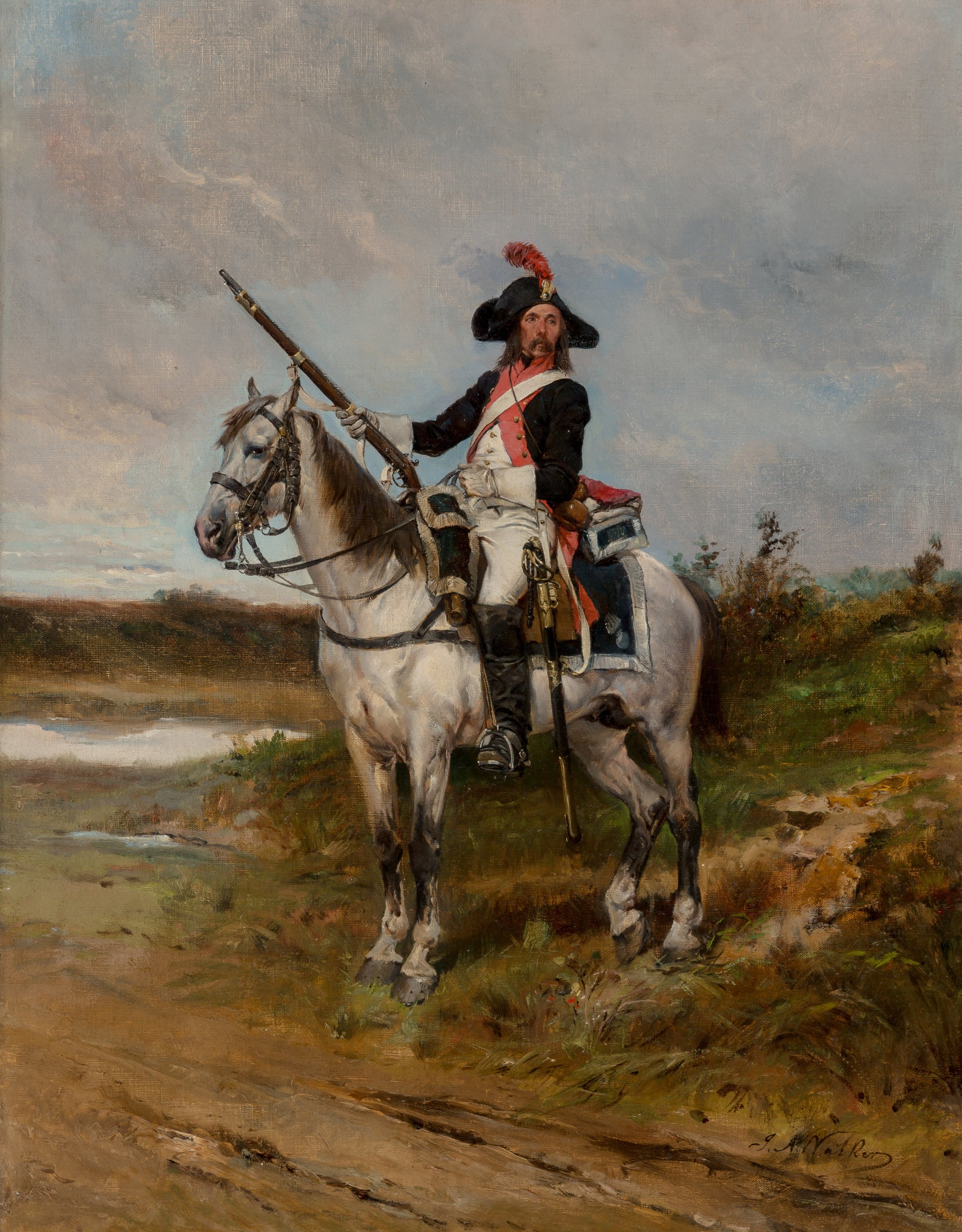
Кавалерист времён Великой Французской революции.
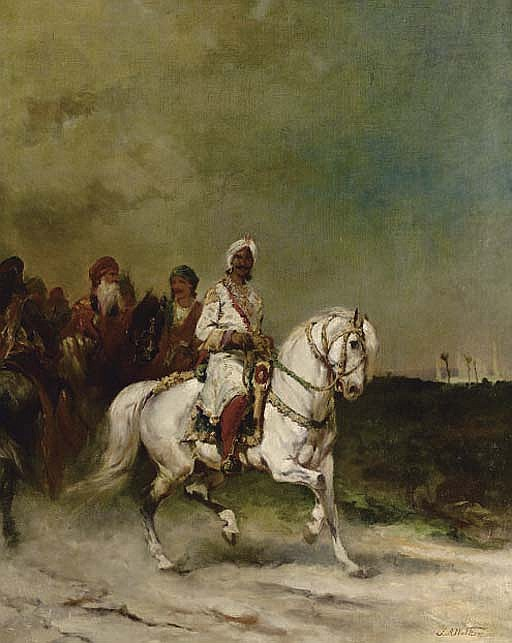
«Белый конь» (индийский раджа со свитой).
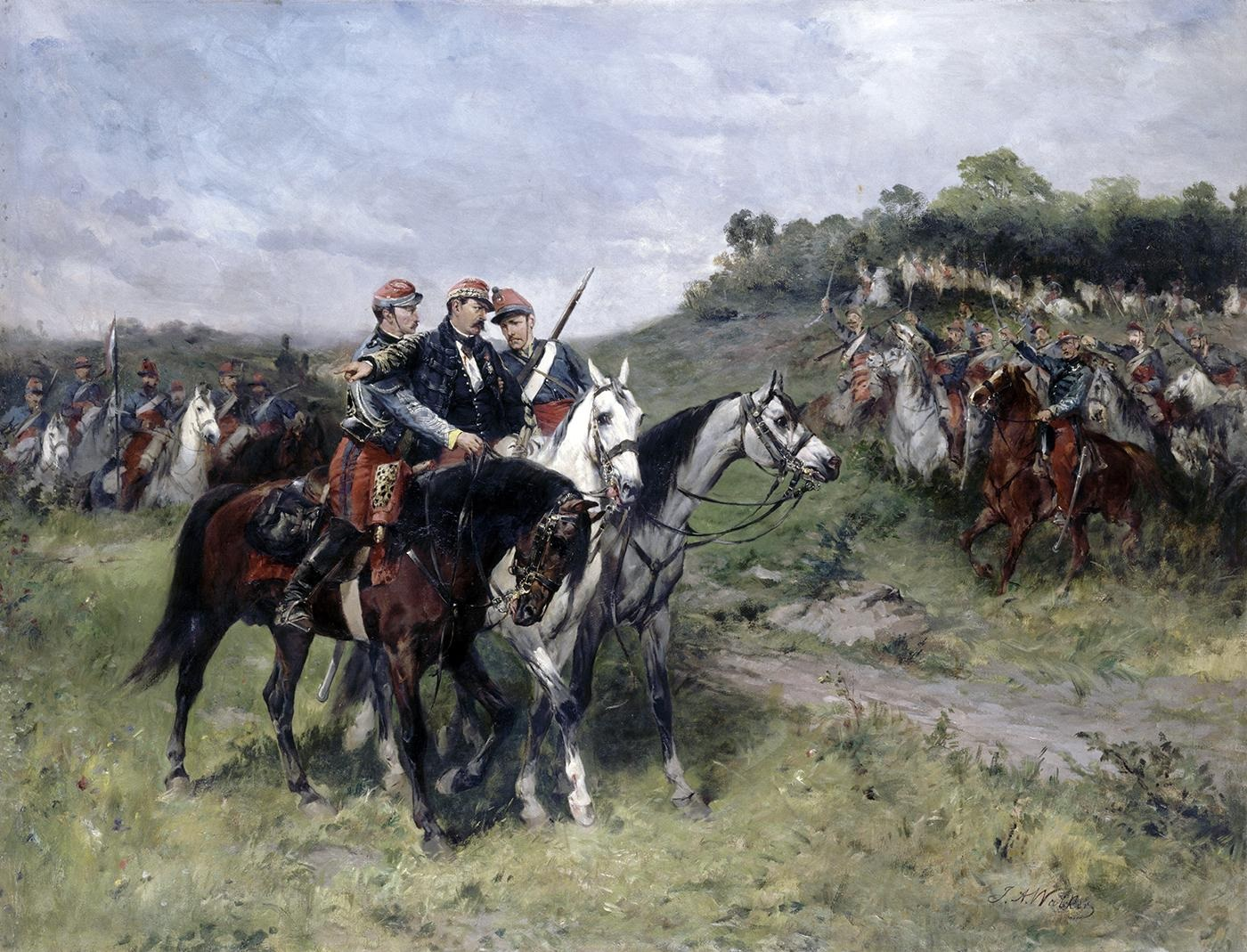
Генерал Маргерит в битве при Седане. Музей армии, Париж.
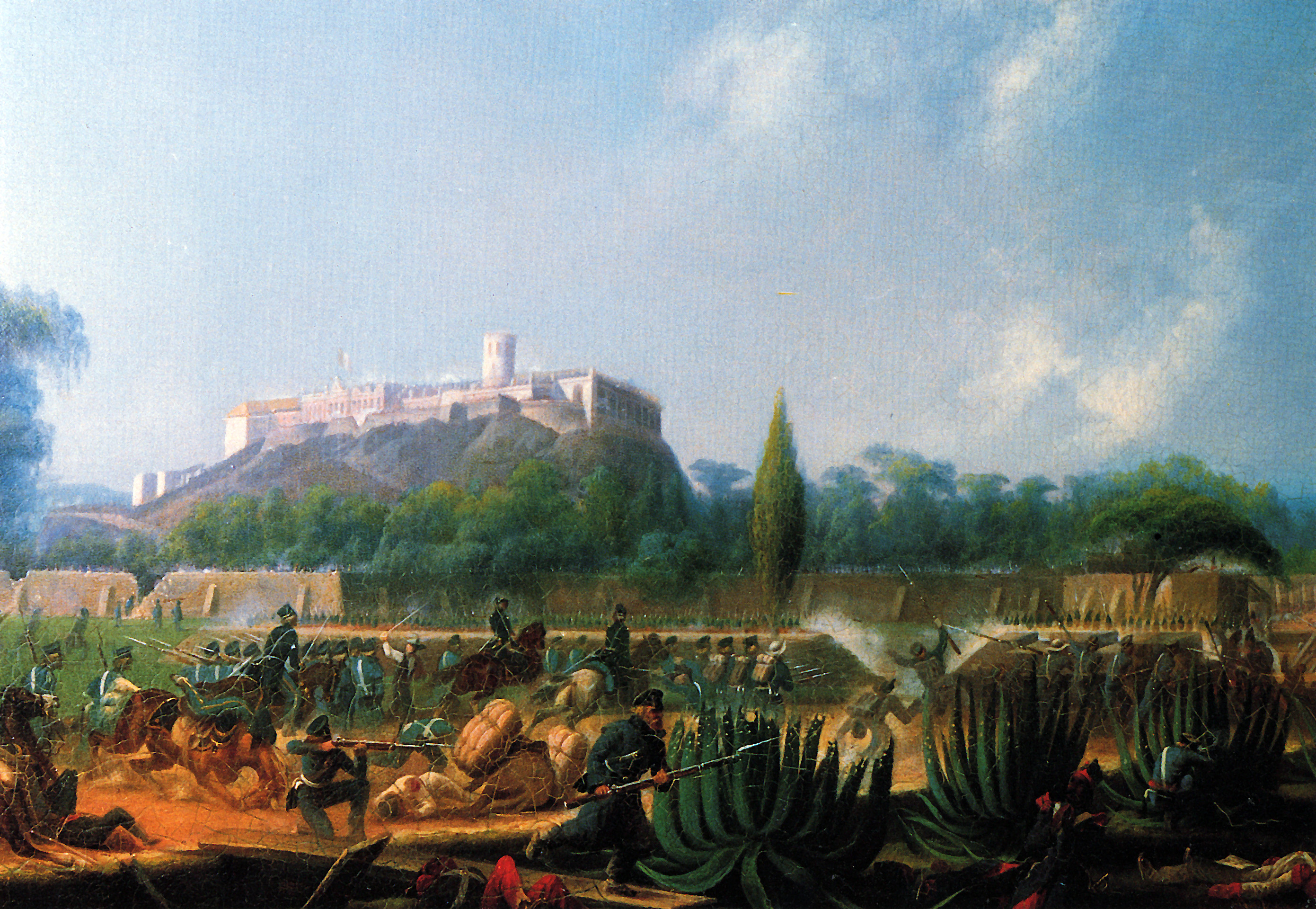
Батальная сцена на фоне Чапультепекского дворца эпохи Мексиканской авантюры.